# Hyndman
Hyndman és una població dels Estats Units a l'estat de Pennsilvània. Segons el cens del 2000 tenia 1.005 habitants.

## Demografia
Segons el cens del 2000, Hyndman tenia 1.005 habitants, 413 habitatges, i 296 famílies. La densitat de població era de 718,6 habitants per quilòmetre quadrat.
Dels 413 habitatges en un 30% hi vivien nens de menys de 18 anys, en un 61,3% hi vivien parelles casades, en un 8% dones solteres, i en un 28,3% no eren unitats familiars. En el 26,2% dels habitatges hi vivien persones soles el 17,7% de les quals corresponia a persones de 65 anys o més que vivien soles. El nombre mitjà de persones vivint en cada habitatge era de 2,43 i el nombre mitjà de persones que vivien en cada família era de 2,94.
Per edats la població es repartia de la següent manera: un 24,2% tenia menys de 18 anys, un 5,7% entre 18 i 24, un 25,9% entre 25 i 44, un 22,9% de 45 a 60 i un 21,4% 65 anys o més.
L'edat mediana era de 41 anys. Per cada 100 dones de 18 o més anys hi havia 82,3 homes.
La renda mediana per habitatge era de 27.700 $ i la renda mediana per família de 34.792 $. Els homes tenien una renda mediana de 28.917 $ mentre que les dones 21.750 $. La renda per capita de la població era de 15.865 $. Entorn del 7,7% de les famílies i el 10,5% de la població estaven per davall del llindar de pobresa.

## Poblacions més properes
El següent diagrama mostra les poblacions més properes.